# خوشگل و قهرمان
خوشگل و قهرمان فیلمی به کارگردانی  و نویسندگی مهدی ژورک محصول سال ۱۳۴۶ است.

## بازیگران
- منوچهر وثوق
- سهیلا
- پروین
- کامی کسروی
- هوشنگ بهشتی
- جواد تقدسی